# Lophophora polycyma
Lophophora polycyma är en fjärilsart som beskrevs av George Francis Hampson 1898. Lophophora polycyma ingår i släktet Lophophora och familjen nattflyn. Inga underarter finns listade i Catalogue of Life.